# Juraj Dalmatský
Juraj Dalmatský (chorvatsky Juraj Matejev Dalmatinac, latinsky Georgius Mathaei Dalmaticus , též italsky jako Giorgio Orsini, nebo v mezinárodní literatuře Giorgio da Sebenico apod. (počátek 15. století, Zadar – 1473/75, Šibenik) byl významný chorvatský sochař a architekt období renesance. Působil v Chorvatsku a Itálii.